# Der gute Mond
Der gute Mond ist eine Erzählung der österreichischen Schriftstellerin Marie von Ebner-Eschenbach (1830–1916), die 1886 in den Neuen Dorf- und Schlossgeschichten erschienen ist.

## Inhalt
Einige Freunde erinnern sich ihres verstorbenen Freundes, der von allen der „gute Mond“ genannt wurde. Seine Lebensgeschichte wird deshalb hier wiedergegeben.
Der gute Mond hieß Franz und trug genau den gleichen Namen wie sein Vetter. Während dieser aber von seinen Eltern schon von früh auf verwöhnt und verhätschelt wurde, verlor der gute Mond seine Eltern und musste lernen, auf eigenen Beinen zu stehen. Er hatte deshalb eine nüchterne, aufs Praktische gerichtete Art, während der Vetter Verse machte, unpraktisch, launenhaft und unstet war. Seit der Vetter mit 25 Jahren ebenfalls seine Eltern verlor, kümmerte sich der gute Mond um die Wirtschaft seines Vetters und auch um ihn selbst; beide besaßen Güter in Siebenbürgen.
Eines Tages geriet der Vetter in die Fänge der koketten Aglaja. Doch als er zu einem Kuraufenthalt in einem Bad weilte, verliebte er sich dort in ein unschuldiges reizendes Mädchen und überraschte mit der Mitteilung, dass bereits die Hochzeit mit ihr beschlossen war. Aglaja hingegen durfte davon nichts erfahren. Die Braut kam aus guten Verhältnissen, lebte bei einer Tante, hatte aber keine günstigen finanziellen Aussichten zu erwarten, da die Tante ihr Vermögen der Kirche hinterlassen wollte. Als der Vetter hingegen wieder zu Hause war, schwand seine Laune zusehends und er überlegte es sich mit seinem Heiratsversprechen wieder. Kurz vor der verabredeten Hochzeit bat er den guten Mond, der Braut mitzuteilen, dass er nicht kommen werde. So machte sich der gutmütige Vetter, der sich selbst hingegen für einen rauen Menschen hielt, raschestens auf den Weg, um die Hochzeit noch rechtzeitig absagen zu können und der Braut die Schande vergeblichen Wartens vor der Kirche zu ersparen.
Als er den Ort erreicht, ist alles schon vorbereitet und eine große Menschenmenge erwartet ihn, da die Leute ihn für den Bräutigam halten. Als er der Tante die traurige Mitteilung machen kann, dass sein Vetter nicht zur Hochzeit erscheinen werde, kommt diese auf den Gedanken, ihn zu bitten, selbst ihre Nichte zu heiraten. Die Braut ist noch sehr jung und Franz verliebt sich augenblicklich in sie. Er ist einverstanden, ihr die Schande zu ersparen, die Braut selbst steht völlig unter dem Einfluss ihrer Tante und tut, was diese ihr sagt. So wurden die beiden verheiratet, doch die Ehe wird nicht vollzogen.
Nach einiger Zeit zogen die Eheleute in die Heimat des Franz, wo Alma ihren einstigen Bräutigam wiedersah. Franz, der seine Frau sehr schonend behandelte und hoffte, doch einmal ihre Liebe zu gewinnen, wurde zusehends eifersüchtiger, da er glaubte, Alma liebe seinen Vetter immer noch, ihn hingegen nicht. Sie war ihm in allem gehorsam und zeigte keinen eigenen Willen, was den Ehemann immer unwilliger machte.
Da kommt es eines Tages bei einem Wirtschaftsgebäude zu einem Brand. Franz und sein Vetter eilen mit der Feuerspritze hin, die junge Frau folgt ihnen. Aus einem angrenzenden Arbeiterwohnhaus werden die Habseligkeiten in Sicherheit gebracht, und der schwärmerische Vetter tut sich hervor, indem er einige Male in das brennende Gebäude läuft, um Dinge herauszuholen. Als er gerade drinnen ist, bricht eine Wand zusammen und der gute Mond eilt mit der Feuerspritze auf die andere Seite des Gebäudes um von dort Hilfe zu bringen. Da hört er hinter sich den jammervollen Schrei „Franz!“ seiner Frau. Ein Pferd trifft sie am Kopf, sie bricht ohnmächtig zusammen. Man bringt die Leblose nach Hause und holt den Arzt. Franz glaubt nichts anderes, als dass sie aus Sorge um seinen Vetter ihm nachgeeilt sei. Er beschließt an ihrem Krankenlager, wenn sie wieder gesund werden sollte, werde er ihrer entsagen und sie für den freigeben, für den sie sterben wollte. Als sie wieder zu sich kommt, stellt sich heraus, dass Alma aus Sorge und Liebe zu ihm selbst so gehandelt hatte. Ihr Leben aber ist nicht mehr zu retten. Sie stirbt in seinen Armen – nun endlich die Seine und doch nicht die Seine.